# Litigio
Il Litigio  noto anche come Ira (o La Zuffa) è un dipinto a olio su tavola (107x95 cm) di Dosso Dossi, databile al 1514-1516 circa e conservato nella Fondazione Giorgio Cini di Venezia.

## Descrizione e stile

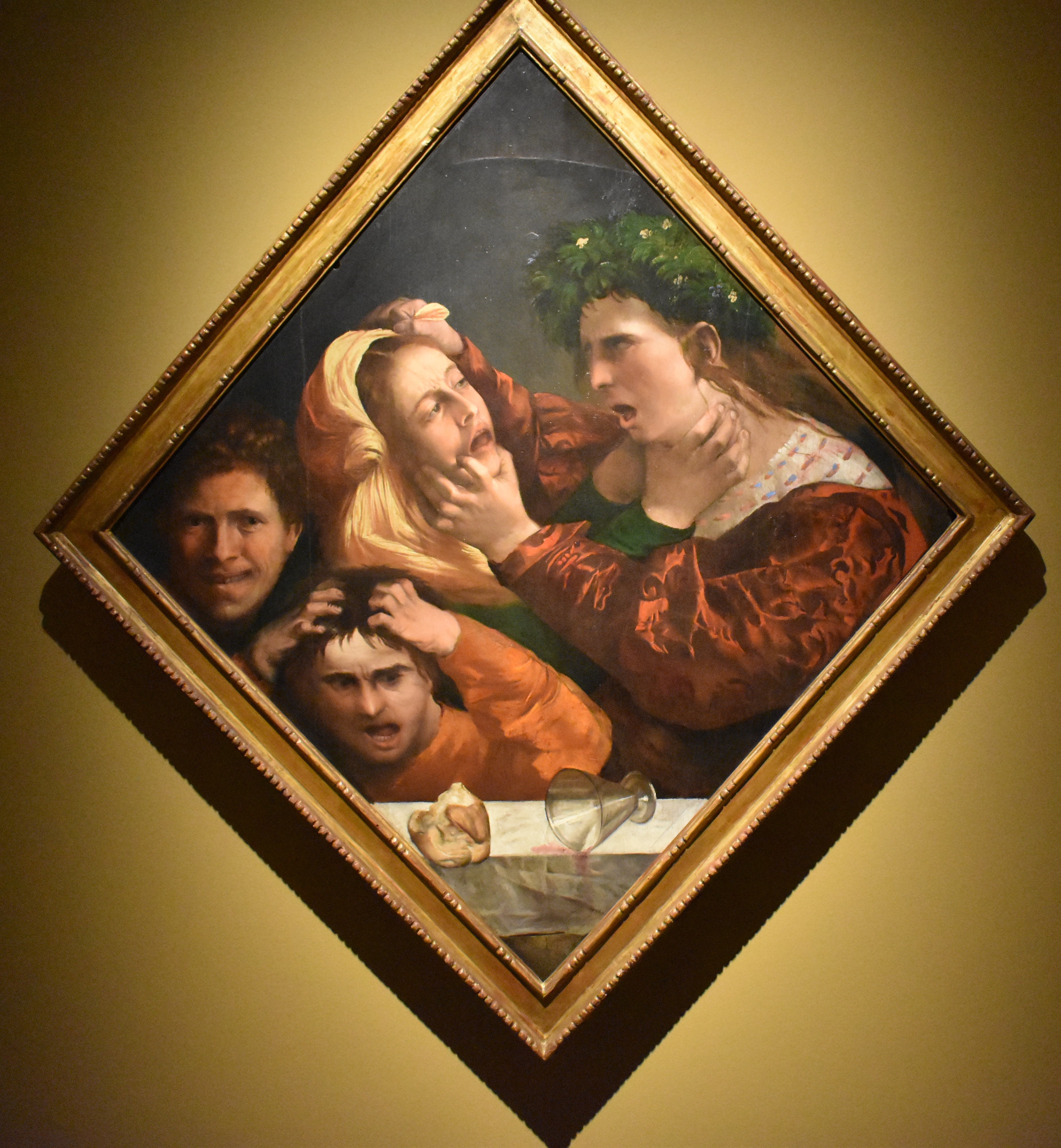
Scena Allegorica (La Zuffa)

L'opera, una rappresentazione simbolica dall'Ira, ha un insolito formato a losanga e mostra due donne che si accapigliano violentemente. Una ha un velo giallo/arancio e prende l'altra al collo, che è vestita di un ampio corpetto rosso ricamato di nero, tipico attributo dell'Ira, e con una ghirlanda di fiorellini che le decora la testa. La seconda afferra la rivale per la mascella e le tira i capelli attraverso il velo. Vari elementi, come la schiuma alla bocca, gli occhi rossi e le facce rigonfie rimandano all'umore sanguigno, quello più facile all'iracondia.
Altre due figure maschili si trovano a sinistra: un ragazzo che si strappa i capelli, tipico gesto delle personificazioni dell'ira, e un altro che se la ride alle spalle delle donne, simbolo di malizia. In primo piano, su una pietra chiara, stanno un bicchiere rovesciato e una pagnotta smozzicata, forse un riferimento allo scompiglio portato dalla collera.